# معماری اسرائیل
معماری اسرائیل تحت تأثیر سبک‌های معماری گوناگونی قرار گرفته که توسط ساکنان مختلف این سرزمین در طول تاریخ وارد شده‌اند و در بسیاری موارد برای تطبیق با اقلیم و چشم‌انداز محلی دستخوش تغییر شده‌اند. کلیساهای بیزانسی، قلعه‌های صلیبیون، مدارس اسلامی (مدرسه‌ها)، خانه‌های تمپلرها، قوس‌ها و مناره‌های عربی، گنبدهای پیازی کلیساهای ارتدکس روسی، ساختمان‌های مدرنیستی به سبک بین‌المللی، معماری مجسمه‌وار بتنی (سبک بروتالیسم) و آسمان‌خراش‌هایی با نمای شیشه‌ای، همگی بخشی از سیمای معماری اسرائیل را تشکیل می‌دهند.

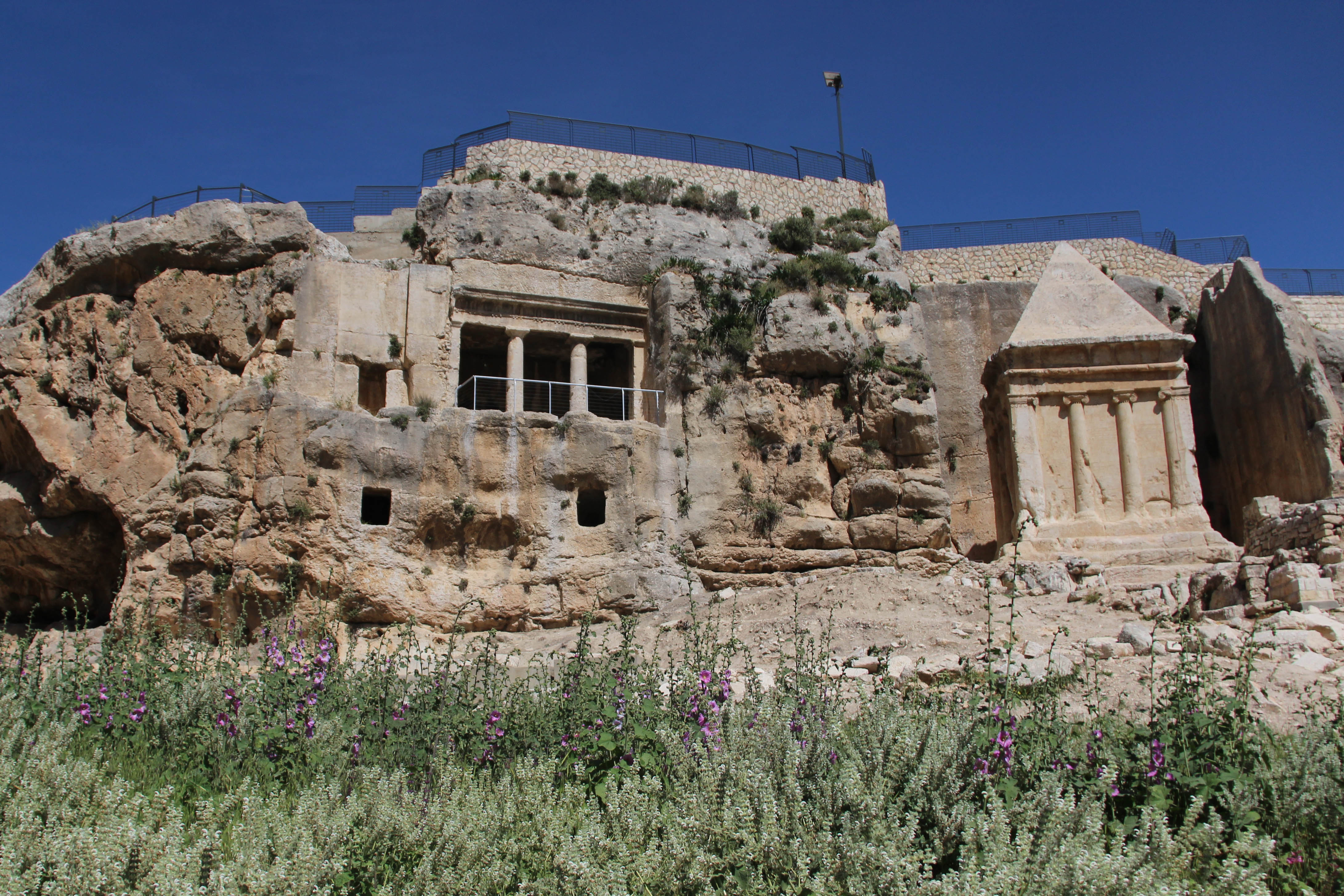
آرامگاه بنی زیر و آرامگاه زکریا

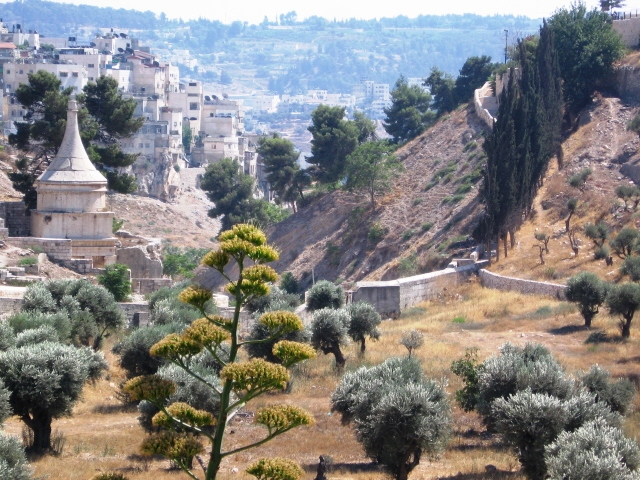
آرامگاه ابشالوم

## تاریخچه

### دوره اولیه معماری در اسرائیل
معماری باستانی منطقه‌ای را می‌توان بر اساس مصالح ساختمانی به دو دوره اصلی تقسیم کرد: دوره‌ی سنگی و دوره‌ی خشت خام (خشتی).
از سنگ‌آهک (Limestone) به‌عنوان ماده اصلی ساخت استفاده می‌کردند.
پس از دوره هلنیستی، سنگ‌آهک سخت به‌طور گسترده‌ای در ساخت عناصر معماری نظیر ستون‌ها، سرستون‌ها، پایه‌ها و همچنین در دیوارهای محصورکننده معبد کوه (هار هَبایت / الحرم القدسی) در دوران هیرودی استفاده می‌شد. عمدتاً در شمال سرزمین اسرائیل از سنگ آتشفشانی که در  آن‌جا فراوان است مورد استفاده در ساخت دیوارها، درگاه‌ها، لولاهای سنگی درب‌ها و حتی در سیستم‌های زهکشی و فاضلاب میشده. از سنگ‌های صحرایی که   با اندازه‌ها و اشکال نامنظم که به‌صورت تصادفی چیده‌شده یا در رج‌هایی منظم قرار می‌گرفتند در ساخت دیوارهای شهری یا سازه‌های چندضلعی  کاربرد داشتند. سنگ‌های نیمه‌تراش  و سنگ‌تراش در بناهای پیچیده‌تر و رسمی‌تر به‌کار می‌رفتند. این سنگ‌ها با ابعاد مشخص و تراش دقیق که از معادن سنگ استخراج می‌شدند. سنگ‌تراشی در آن زمان عمدتاً با استفاده از چکش و قلم  انجام می‌شد. از قرن اول پیش از میلاد، استفاده از سنگ‌های بسیار بزرگ رواج یافت که برای ساخت دیوارهای عظیم و سازه‌های عظیم مذهبی یا حکومتی استفاده می‌شد.

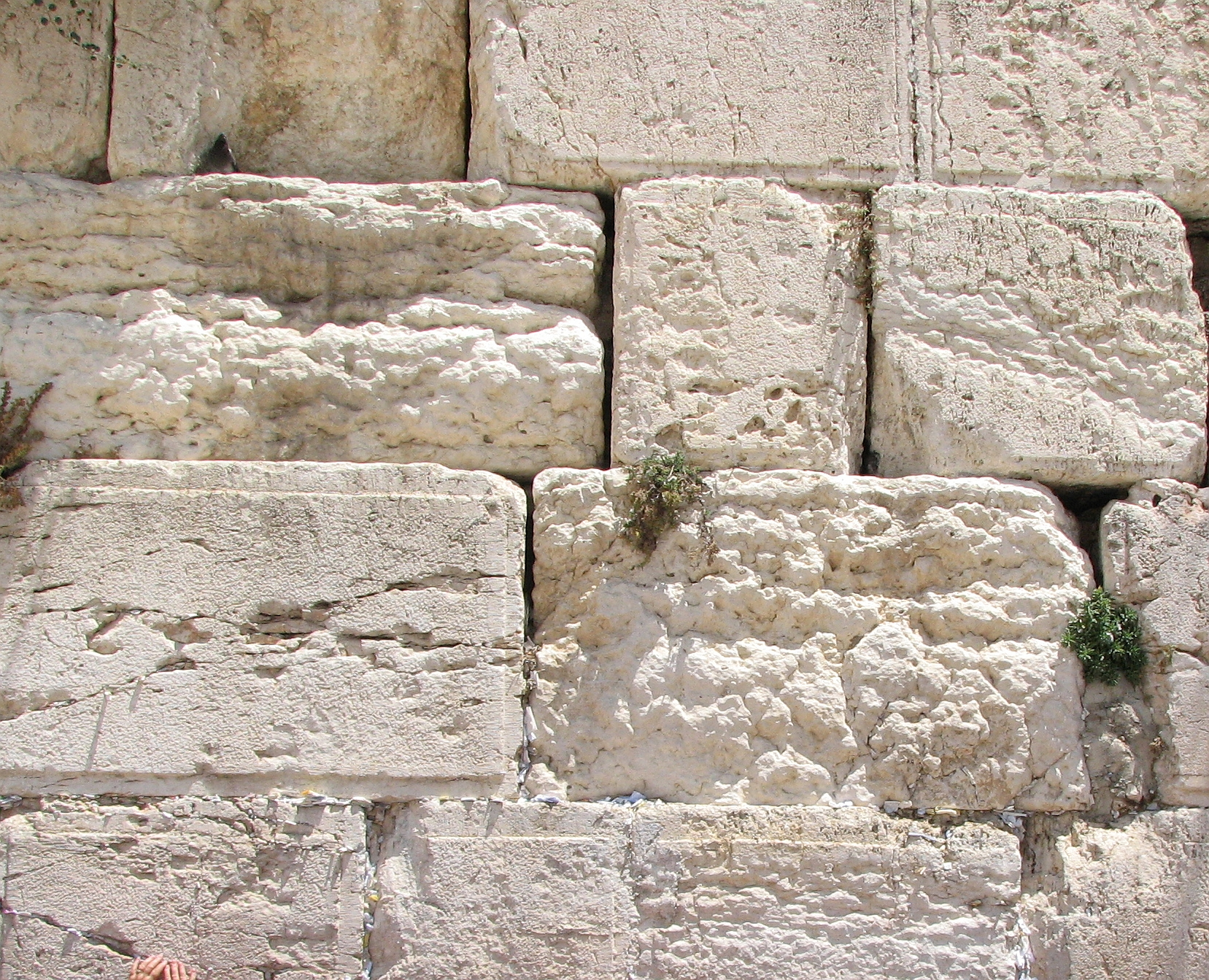
سنگ در ساختمان معبد اورشلیم

خشت خام خشک‌شده در آفتاب (آجر گلی) تا دوران مدرن، پرکاربردترین مصالح ساختمانی در بسیاری از مناطق سرزمین اسرائیل بود، به‌ویژه در دشت‌های ساحلی و دره‌ها که منابع سنگ محدود و خاک رُس به‌وفور در دسترس بود. سقف ساختمان‌ها معمولاً با استفاده از تیرهای چوبی افقی (معمولاً چوب درختان محلی) ساخته می‌شد. روی این تیرها را با نی، شاخه‌های نازک، و گیاهان مردابی  می‌پوشاندند، و سپس با لایه‌ای از خاک یا گل برای آب‌بندی نهایی می‌پوشاندند.

### دوران عثمانی
تا پایان قرن نوزدهم، ساخت‌وساز سنتی خانه‌ها در سرزمین اسرائیل عمدتاً شامل یک اتاق واحد بدون دیوار یا جداکننده داخلی بود. با این حال، فضاهای داخلی به‌جای تقسیم افقی با دیوار، به‌صورت سطوح مختلف برای انجام عملکردهای گوناگون در خانه طراحی می‌شدند.
- راویه — سطح پایین‌تری در ارتفاع حیاط که به عنوان «بخش کثیف» خانه در نظر گرفته می‌شد و برای انبار کردن وسایل و نگهداری حیوانات اهلی استفاده می‌شد.
- مصطبه — سطحی بالاتر و تمیزتر از راویه که به عنوان فضای سکونتی اصلی مورد استفاده قرار می‌گرفت. این بخش برای خواب، خورد و خوراک، پذیرایی از مهمانان و نگهداری وسایل خانگی استفاده می‌شد.
- سیده  — فضای نشیمن دیگری که در بالای مصطبه قرار داشت و عمدتاً برای خوابیدن مورد استفاده قرار می‌گرفت. این بخش معمولاً مرتفع‌تر، خنک‌تر و خصوصی‌تر بود و در برخی خانه‌ها به‌صورت نیم‌طبقه یا گالری داخلی طراحی می‌شد که از طریق نردبان یا پلکان ساده قابل دسترسی بود.[۲]

در نیمهٔ دوم قرن نوزدهم، یک طبقهٔ مسکونی که با طاق صلیبی مشخص می‌شد، بر فراز خانهٔ سنتی افزوده شد. این طبقه فضایی میان اتاق پایینی که محل نگهداری دام بود و طبقهٔ مسکونی ایجاد کرد. برای هر طبقه، ورودی جداگانه‌ای در نظر گرفته شد.
خانه‌های قلعه‌ای در خارج از هستهٔ اصلی روستا ساخته می‌شدند و دارای دو طبقه بودند: یک طبقهٔ همکفِ بلند با پنجره‌های بسیار کوچک که برای نگهداری دام و انبار استفاده می‌شد، و یک طبقهٔ مسکونی جداگانه با پنجره‌های بزرگ و بالکن. در حیاط، سازه‌ای کوچک برای انبار وجود داشت که گاهی درون آن تنور نان‌پزی (تابون) قرار می‌گرفت.
نخستین فناوری ساختمانی مدرن در خانه‌های روستایی نمایان شد. در این سازه‌ها از تیرآهن استفاده می‌شد و سقف‌ها از بتن و سفال‌های شیروانی ساخته می‌شدند. این ساختمان‌ها دارای بالکن‌هایی با چشم‌انداز و درگاه‌های ورودی پهن بودند.

## معماری وشهرسازی مدرن

### معماران برجسته از زمان جنگ جهانی اول
با درک تغییرات سیاسی در اروپای مرکزی حوالی زمان جنگ جهانی اول و همچنین بیداری ایده‌های صهیونیستی درباره بازسازی میهنی برای یهودیان، تعداد زیادی از معماران یهودی از سراسر اروپا در سه دهه اول قرن بیستم به فلسطین مهاجرت کردند. اگرچه برنامه‌ریزی‌های نوآورانه زیادی در دوره حکومت قیمومیت بریتانیا (۱۹۲۰ تا ۱۹۴۸) انجام شد، به ویژه طرح شهری تل‌آویو در سال ۱۹۲۵ توسط پاتریک گدس، اما معماری‌ای که در قطعات این طرح شکل گرفت، سبک مدرن «باوهاوس» بود. از جمله معمارانی که در آن زمان به فلسطین مهاجرت کردند و بعدها به موفقیت‌های قابل توجهی دست یافتند، می‌توان به موارد زیر اشاره کرد: یهودا ماگیدویچ، شموئل مستچکین (۱۹۰۸–۲۰۰۴؛ متخصص معماری کیبوتص)،  لوجان کورنگولد (۱۸۹۷–۱۹۶۳؛ لهستان و برزیل؛ خانه روبینسکی، یکی از ساختمان‌های اولیه به سبک لوکوربوزیه در تل‌آویو که معمولاً به اشتباه به او نسبت داده می‌شود)، یعقوب (ژاک، یاكوف) اورنشتاین (۱۸۸۶–۱۹۵۳)، سالومون گپشتاین (۱۸۸۲–۱۹۶۱)، یوزف نویفلد (۱۸۹۹–۱۹۸۰)، السا گیدونی (۱۸۹۹–۱۹۷۸؛ با نام خانوادگی ماندلستام).  این معماران نقش مهمی در شکل‌گیری معماری مدرن و هویت شهری فلسطین آن دوران ایفا کردند.

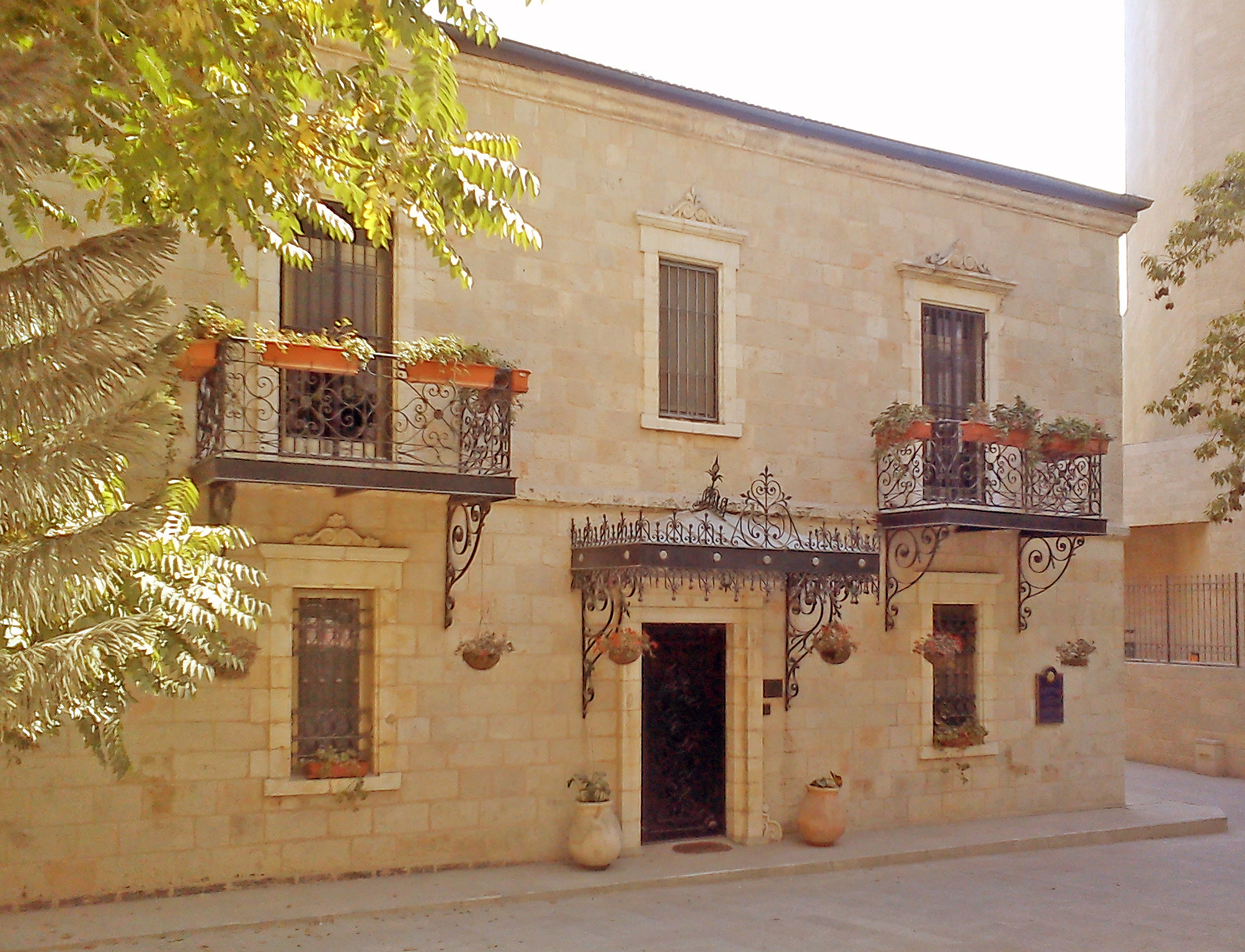
سنگ اورشلیمی

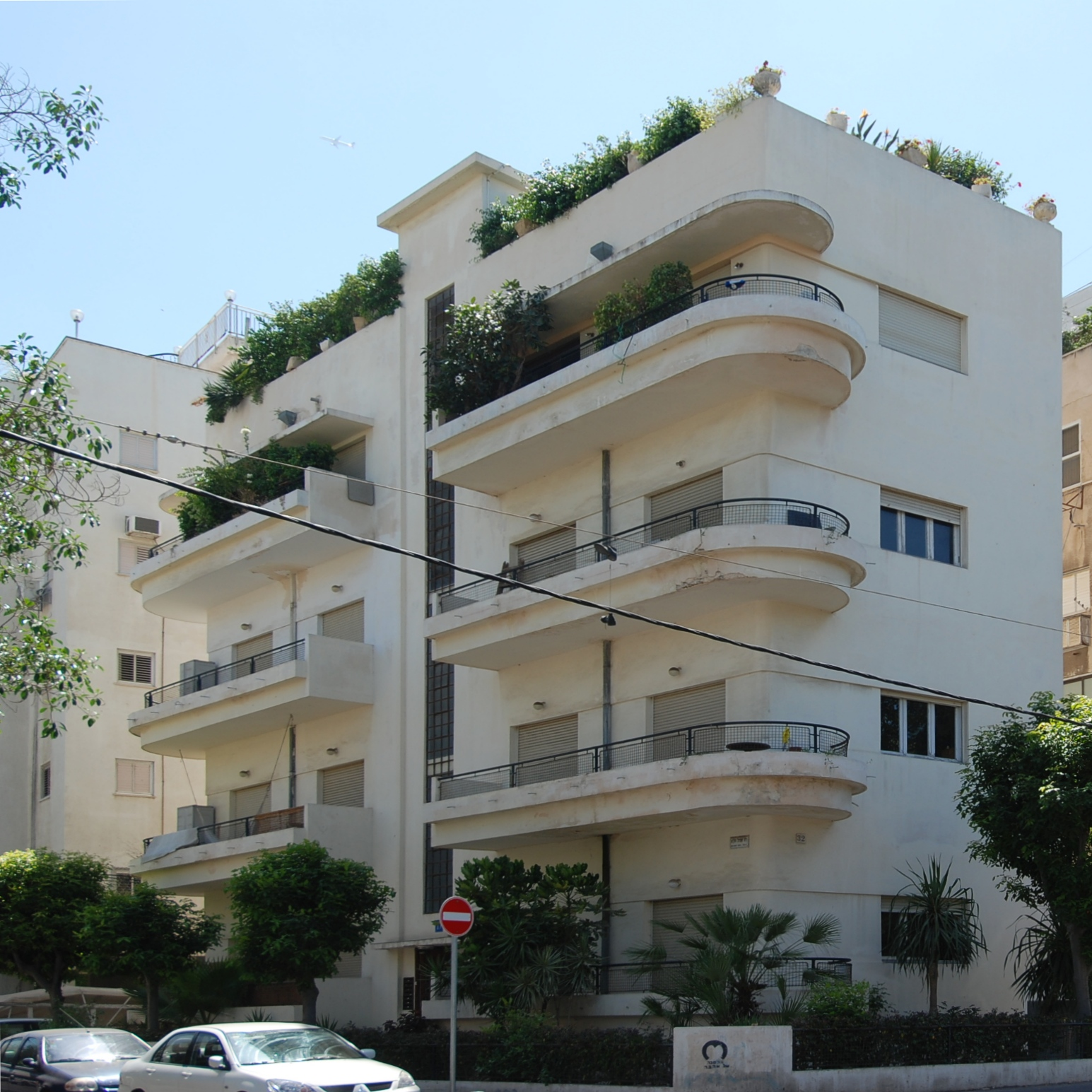
شهر سفید و سبک بوهاوس

دوو کارمی، زئوو رختر و آریه شارون از معماران برجسته اوایل دهه ۱۹۵۰ بودند. رودولف (روون) ترستلر نقش مهمی در طراحی نخستین ساختمان‌های صنعتی کشور ایفا کرد. دورا گد نیز طراحی داخلی‌هایی مانند ساختمان کنستت (پارلمان اسرائیل)، موزه اسرائیل، اولین هتل‌های بزرگ کشور، کتابخانه ملی، هواپیماهای شرکت ال عال و کشتی‌های مسافربری زیم را بر عهده داشت.  آمنون نیو، برج موشه آویو، بلندترین ساختمان اسرائیل در آن زمان (که امروزه پس از برج آزریلی سارونا دومین بلندترین است) را طراحی کرد. دیوید رزنيک، معمار اسرائیلی متولد برزیل، جایزه اسرائیل در معماری و جایزه رختر را برای ساختمان‌های نمادین اورشلیم مانند کنیسه اسرائیل گلدشتاین و دانشگاه بریگهام یانگ در کوه سکاپوس دریافت کرد.

### سینماها
معماری سینماهای تل‌آویو بازتابی از تاریخ معماری اسرائیل است: نخستین سینما، ادن، که در سال ۱۹۱۴ افتتاح شد، نمونه‌ای از سبک التقاطی بود که در آن زمان رایج بود و سنت‌های اروپایی و عربی را ترکیب می‌کرد. سینمای مغربی که در سال ۱۹۳۰ طراحی شد، به سبک آرت دکو ساخته شد. در اواخر دهه ۱۹۳۰، سینماهای استر، خن و آلنبی نمونه‌های برجسته‌ای از سبک باوهاوس بودند. در دهه‌های ۱۹۵۰ و ۱۹۶۰، معماری سبک بروتالیسم با سینمای تامار که در داخل ساختمان تاریخی سولل بونه در خیابان آلنبی تل‌آویو ساخته شده بود، به نمایش گذاشته شد.

### دوران قیومیت
خانه‌های ساخته شده در دوران قیمومیت بریتانیا دارای ویژگی‌های شهری بودند، با سقف‌های مسطح، درگاه‌های مستطیلی و کاشی‌های رنگی کف.
قوانین شهرداری اورشلیم ایجاب می‌کند که تمامی ساختمان‌ها با سنگ محلی اورشلیم روکش شوند. این دستورالعمل به دوران قیمومیت بریتانیا و دوران حکومت سر رونالد استورز بازمی‌گردد و بخشی از طرح جامع شهری بود که در سال ۱۹۱۸ توسط سر ویلیام مک‌لین، مهندس شهر اسکندریه، تهیه شده بود.
سه نفر از شش برنامه‌ریز شهری بریتانیایی آن زمان عبارت بودند از چارلز رابرت اشبی، که «بیشترین گرایش به طرفداری از عرب‌ها و مخالفت با صهیونیسم» را داشت، کلیفورد هالیدی و آستن هریسون. یکی دیگر از برنامه‌ریزهای مهم دوران قیمومیت، معمار آلمانی-یهودی، ریچارد کافمان بود.
شهر سفید تل‌آویو، مجموعه‌ای شامل بیش از ۴۰۰۰ ساختمان از دهه ۱۹۳۰ که به سبک بین‌المللی با سازگاری محلی ساخته شده‌اند، نخستین بار در سال ۱۹۸۴ با نام «شهر سفید» شناخته شد و در سال ۲۰۰۱ به عنوان میراث جهانی یونسکو اعلام گردید. تل‌آویو دارای بالاترین تراکم معماری سبک بین‌المللی در جهان است.

### کشور اسرائیل
در دهه‌های ۱۹۵۰ و ۱۹۶۰، اسرائیل ردیف‌هایی از آپارتمان‌های بتنی ساخت تا جمعیت زیادی از مهاجران جدید که در چادرهای موقت و کلبه‌های قلع‌پوش ماعابروت زندگی می‌کردند را اسکان دهد. برخی از این ساختمان‌ها به دلیل یکنواختی نسبی و طولانی بودنشان به نام «رَکِوت» (به معنی قطار) شناخته می‌شدند. بسیاری از این آپارتمان‌ها امروزه در شهرها و روستاهای سراسر اسرائیل دیده می‌شوند.

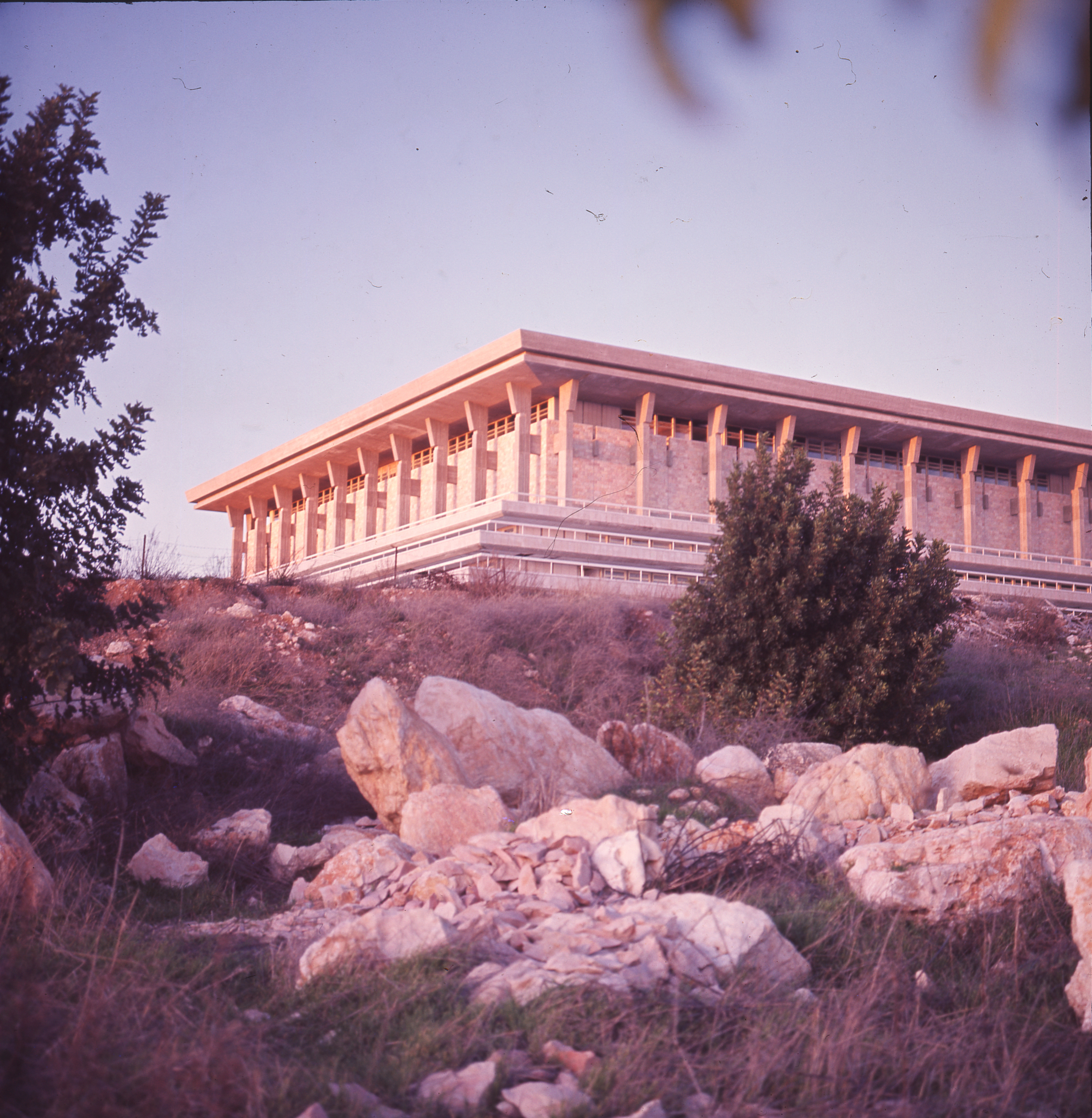
کنست - پارلمان اسرائیل

از سال ۱۹۴۸، معماری در اسرائیل تحت تأثیر نیاز به اسکان جمعیت زیادی از مهاجران جدید قرار گرفت. سبک بتن بروتالیستی به دلیل شرایط سخت آب‌وهوایی اسرائیل و کمبود مواد طبیعی ساختمانی بسیار مناسب بود. امروزه بسیاری از این ساختمان‌های قدیمی همچنان در شهرهای اسرائیل باقی مانده‌اند. اگرچه به تدریج به عنوان بخشی از برنامه تاما ۳۸ که هدف آن تقویت ساختمان‌های قدیمی در برابر زلزله است، بازسازی می‌شوند یا به طور کامل تخریب و با پروژه‌های مسکونی مدرن‌تر جایگزین می‌گردند (که این امر بخشی از برنامه "پینوی بینویی" یعنی تخلیه و ساخت مجدد است)، انتظار می‌رود که چند دهه طول بکشد تا این سبک معماری به طور کامل از شهرهای اسرائیل ناپدید شود.

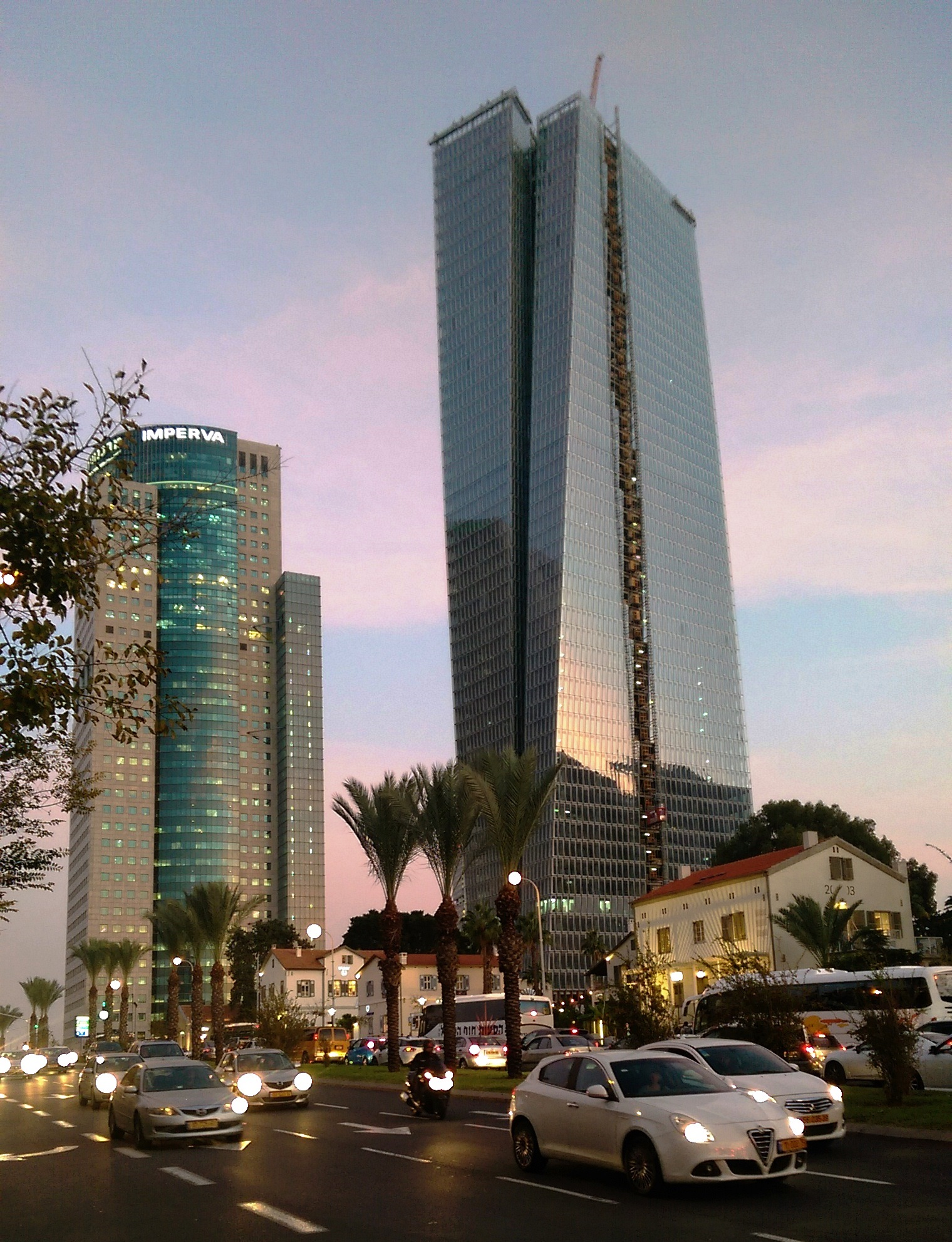
آسمان خراش سارونا

با افزایش ارزش املاک، آسمان‌خراش‌ها در سراسر کشور در حال ساخته شدن هستند. برج آزریلی سارونا در تل‌آویو تا به امروز بلندترین ساختمان در اسرائیل است.
افرایم هنری پاوی از معماری ارگانیک به سمت بیومورفیسم حرکت کرده است. خانه پاوی در نوو دانیل نمونه‌ای نادر از معماری غیر هندسی و نئو-آینده‌گرا به سبک «بلوبی‌تکچر» در اسرائیل است.

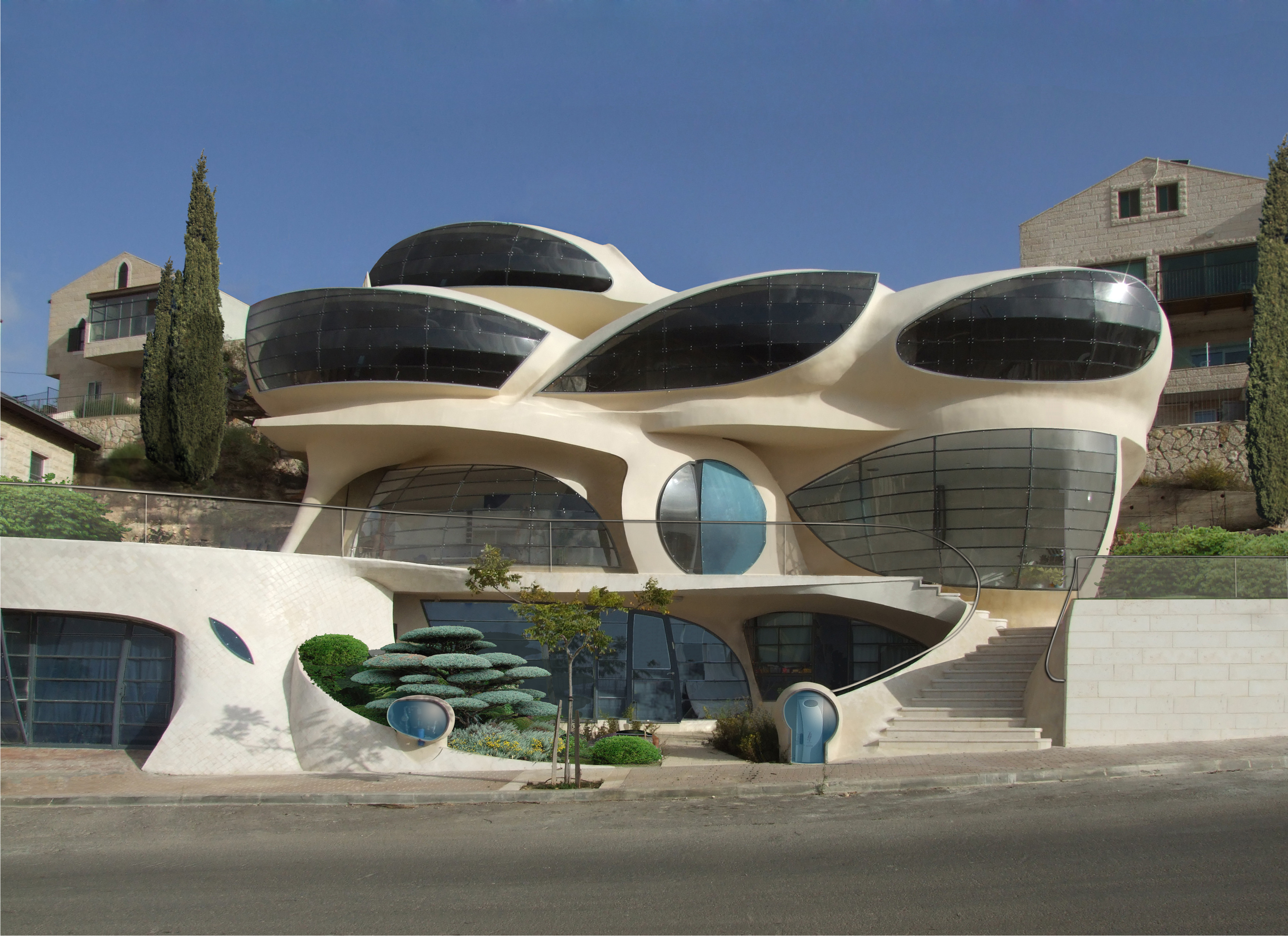
معماری اورگانیک

## موزه ها و آرشیوها
تل‌آویو سه مؤسسه اختصاص یافته به باوهاوس، یا به طور گسترده‌تر، سبک بین‌المللی دارد: مرکز باوهاوس با گالری خود و ارائه تورهای راهنمای شهری، موزه کوچک باوهاوس با اثاثیه داخلی اصل که در سال ۲۰۰۸ تأسیس شده است، و مرکز لیبلینگ هاوس برای شهرسازی، معماری و حفاظت.